# 50 Giorni di Cinema Internazionale a Firenze
La 50 Giorni di Cinema a Firenze, che vede la Fondazione Mediateca Regionale Toscana come struttura coordinatrice di riferimento insieme con il Comune di Firenze, è nata nel 2007 con l'intento di regolare e raccordare fra loro ben cinque festival internazionali che si svolgono a Firenze in autunno: il France Cinéma, il Festival Internazionale "Cinema & Donne", il Festival dei Popoli, River to River. Florence Indian Film Festival e il conferimento del Premio Città di Firenze indetto dal New Italian Cinema Events (NICE) Festival.
L'iniziativa prevede 50 giorni di proiezioni che includono retrospettive, anteprime, festival, incontri, proiezioni in lingua originale, documentari e video d'arte. Si tratta di una rassegna che mira a rendere maggiormente fruibili le proposte di qualità in ambito cinematografico e audiovisivo favorendo la collaborazione tra i festival, puntando a creare sinergie che valorizzino tanto il cartellone "unitario" quanto i singoli eventi al suo interno.
Nel 2023, dopo 6 anni di pausa, la 50 Giorni di Cinema viene rilanciata grazie al Progetto Triennale Cinema, realizzato grazie ai finanziamenti del Ministero del Turismo e delle istituzioni locali e portato avanti grazie al Protocollo d’Intesa tra Comune di Firenze, Regione Toscana e Fondazione Sistema Toscana, Fondazione CR Firenze, Camera di Commercio.
Tra le prime attività del progetto è prevista la promozione dei festival a carattere internazionale, che vengono di nuovo promossi come 50 Giorni di Cinema a Firenze, dando continuità al cartellone unico lanciato nel 2007 al Gambrinus, imponendosi fin da subito come un’inedita e innovativa iniziativa cinematografica nel panorama culturale italiano.
La nuova 50 Giorni si tiene al Cinema La Compagnia – alla quale si affiancano altre sala fiorentine.
Al termine della programmazione dei festival, segue la prima edizione di Italian Rising Stars una nuova iniziativa voluta e realizzata in collaborazione con l’ Accademia del Cinema Italiano Premi David di Donatello.: un premio che la Giuria dei David assegna ai giovani attori capaci di divenire ambasciatori del nuovo cinema italiano nel mondo.

## Edizioni
- I edizione (presso il cinema Gambrinus), dal 30 ottobre al 14 dicembre 2007: France Cinéma (30 ottobre – 4 novembre), Festival Internazionale di Cinema & Donne (6-11 novembre), Festival dei Popoli (16–22 novembre), River to River (7–13 dicembre), premiazione dei registi vincitori del NICE Festival (14 dicembre).
- II edizione (dal 2008 lo storico cinema Odeon è divenuto la sede ufficiale della rassegna), dal 31 ottobre al 22 dicembre 2008: France Cinéma (31 ottobre – 2 novembre), Festival Internazionale di Cinema & Donne (7-11 novembre), Festival dei Popoli (14–21 novembre), Immagini e suoni del mondo (22-24 novembre), Lo schermo dell'arte (25-27 novembre), Florence Queer Festival (28 novembre - 4 dicembre), River to River (5–11 dicembre), premiazione dei registi vincitori del NICE Festival (13 dicembre), North Korean Cinema (17-18 dicembre), Puccini Day (22 dicembre).
- III edizione, dal 29 ottobre al 16 dicembre 2009: France Odeon (che sostituisce France Cinéma, 29-31 ottobre), Festival dei Popoli (1–7 novembre), Rassegna di cinema finlandese (13–15 novembre), Festival Internazionale di Cinema & Donne (17-22 novembre), Lo schermo dell'arte (23-26 novembre), Florence Queer Festival (27 novembre - 3 dicembre), River to River (4–10 dicembre), premiazione dei registi vincitori del NICE Festival (11 dicembre), Immagini e suoni del mondo (12-13 dicembre), Evangelion Day (16 dicembre).[2]
- IV edizione, dal 21 ottobre al 10 dicembre 2010: France Odeon (21-24 ottobre), Cinema Danimarca (25-26 ottobre), Immagini e suoni del mondo (31 ottobre - 2 novembre), Festival Internazionale di Cinema & Donne (5-11 novembre), Festival dei Popoli (13–20 novembre), Rassegna di cinema finlandese (21 novembre), Lo schermo dell'arte (22-25 novembre), Florence Queer Festival (26 novembre - 2 dicembre), River to River (3–9 dicembre), premiazione dei registi vincitori del NICE Festival (10 dicembre).
- V edizione, dal 20 ottobre al 9 dicembre 2011: France Odeon (20-23 ottobre), Una finestra sul Nord (Rassegna di cinema finlandese 28-29 ottobre), Immagini e suoni dal mondo (Festival etnomusicale 30 ottobre - 1º novembre), Festival Internazionale di Cinema & Donne (4-9 novembre), Lo schermo dell'arte (21-24 novembre), Florence Queer Festival (25 novembre - 1º dicembre), River to River (2-8 dicembre), premiazione dei registi vincitori del NICE Festival (9 dicembre).
- VI edizione, in programma dal 25 ottobre al 14 dicembre 2012: Florence Queer Festival (25-31 ottobre), France Odeon (1-4 novembre), Festival dei Popoli (10-17 novembre), Immagini e suoni dal mondo (Festival etnomusicale 18-19 novembre), Schermo dell'arte (21-25 novembre), Balkan Express (26-29 novembre), Festival Internazionale di Cinema & Donne (30 novembre - 5 dicembre), River to River (7-13 dicembre), premiazione dei registi vincitori del NICE Festival (14 dicembre).
- VII edizione: in programma dal 25 ottobre al 15 dicembre 2013
- VIII edizione: in programma dal 29 ottobre al 14 dicembre 2014
- IX edizione: in programma dal 29 ottobre al 13 dicembre 2015
- X edizione: in programma dal 28 ottobre al 9 dicembre 2016. La rassegna si sposta in una nuova sede: La Compagnia, Casa del Cinema della Regione Toscana a Firenze.
- XI edizione, in programma dal 5 ottobre al 12 dicembre 2023: dal 5  al 8 ottobre – FánHuā Chinese Film Festival; dal 10 al 15 ottobre – Middle East Now dal 18 al 22 ottobre  – Florence Queer Festival dal 28 ottobre al 1 novembre – France Odeon dal 4 al 12 novembre – Festival dei Popoli. Festival Internazionale del Film Documentario dal 15 al 19 novembre – Lo Schermo dell’arte Film Festival dal 24 al 26 novembre – Festival Internazionale di Cinema e Donne 1 dicembre – NICE – New Italian Cinema Events dal 7 al 12 dicembre – River to River Florence Indian Film Festival